# Biserica Sfinții Arhangheli din Satu Mare
Biserica Sfinții Arhangheli Mihail și Gavril din municipiul Satu Mare, edificiu cunoscut și drept Catedrala greco-catolică din Satu Mare, este un monument istoric și de arhitectură din perioada interbelică.

## Istoric
Pe locul inițial unde a fost ridicat lăcașul de cult  se afla o biserică construită între anii 1799-1803, în stil baroc. În data de 9 octombrie 1926, sub președinția dr. Ilie C. Barbul, prefectul județului, a fost înființată Asociația Româncelor Sătmărene, cu scop religios, filantropic și național, președintă fiind aleasă doamna Lucreția Eugenia Barbul. Până în anul 1932, când au început lucrările de construcție ale catedralei, doamnele din asociație au strâns suma de 3,5 milioane lei în folosul clădirii catedralei.  În anul 1932 au început lucrările de demolare a vechii biserici, după ce, în data de 14 iunie s-a săvârșit ultima liturghie, iar Sfintele Taine s-au dus în procesiune la Biserica romano-catolică Calvaria, unde românii greco-catolici au ținut slujbele religioase  până în anul 1937, anul în care s-a finalizat construcția noii catedrale.

### Descriere
Planurile lăcașului de cult au fost proiectate de arhitectul Victor Smigelschi (fiul pictorului Octavian Smigelschi) iar lucrarea i-a fost încredințată lui G.P. Liteanu. Edificiul respectă planimetria bizantină îmbinând-o cu elemente specifice arhitecturii românești, păstrând structura spațiului ecleziastic în nartex, pronaos, naos și altar. Întreaga clădire este dominată de o cupolă centrală pe pandative cu un diamteru de 14 metri și o înălțime la vârful crucii de 40 m. Razele de lumină pătrund prin arcadele largi ale tamburului cupolei și se resfrând în interiorul acesteia creând o lumină difuză. Coloanele exterioare au capitelurile sculptate iar placajul soclului este realizat sub forma unui brâu decorativ. Edificiul este înscris în lista națională a monumentelor istorice.